# Ulrica Leonor da Dinamarca
Ulrica Leonor (Copenhague, 11 de setembro de 1656 – Solna, 26 de julho de 1693) foi a esposa do rei Carlos XI e rainha consorte da Suécia de 1680 até sua morte. Era filha do rei Frederico III da Dinamarca e sua esposa Sofia Amália de Brunsvique-Luneburgo.

## Família
Ulrica era a filha mais nova do rei Frederico III da Dinamarca e da duquesa Sofia Amália de Brunsvique-Luneburgo. Entre os seus irmãos estavam o rei Cristiano V da Dinamarca e o príncipe Jorge da Dinamarca, marido da rainha Ana da Grã-Bretanha. Os seus avós paternos eram o rei Cristiano IV da Dinamarca e a marquesa Ana Catarina de Brandemburgo. Os seus avós maternos eram o duque Jorge de Brunsvique-Luneburgo e a condessa Ana Leonor de Hesse-Darmstadt.

## Noivado e casamento
Em 1675, Ulrica Leonor ficou noiva do rei Carlos XI da Suécia. Durante a Guerra da Escandinávia que colocou a Suécia contra a Dinamarca entre 1675 e 1679, Ulrica foi encorajada a romper o noivado e foi considerada como possível noiva do sacro-imperador Leopoldo I, mas recusou-se a fazê-lo. A sua atitude fez com que ganhasse respeito na Suécia como a futura esposa devota ao seu marido, uma ideia fortalecida pela gentileza que mostrou aos prisioneiros suecos durante a guerra por quem chegou a vender as suas jóias, incluindo o seu anel de noivado.
Ulrica e Carlos casaram-se no dia 6 de maio de 1680 e tiveram sete filhos dos quais apenas três chegaram à idade adulta.

## Rainha da Suécia

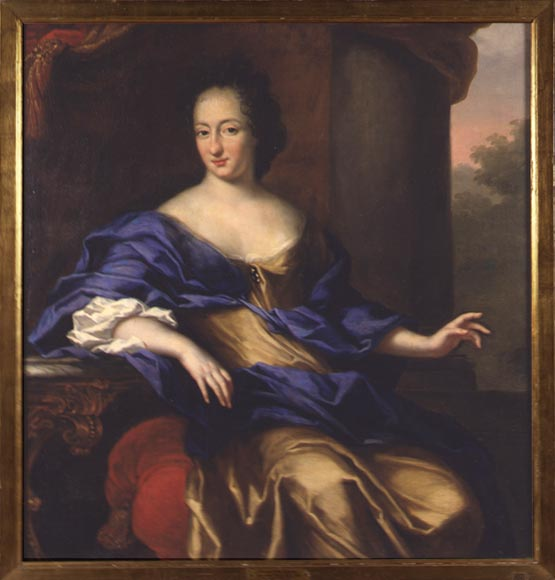
Ulrica como rainha da Suécia

Ulrica Leonor era descrita como sendo bonita e gentil e foi recebida com muito entusiasmo entre o povo de Estocolmo em grande parte porque era vista como uma esperança para o fim da guerra entre os dois países. Segundo a lenda, o seu marido nunca lhe foi infiel, algo pouco comum para um rei naquela época. Quando o rei morreu, disse à sua mãe que nunca mais tinha sido feliz desde a morte de seu esposo. Contudo, também se diz que Carlos era distante e frio por natureza, sendo incapaz de lhe mostrar o amor que sentia por ela e, acima de tudo, esteve sempre sob a influência da sua mãe, a duquesa Edviges Leonor de Holsácia-Gottorp, que nunca quis entregar a posição de rainha à sua nora.
Enquanto a hostilidade entre a Dinamarca e a Suécia causada pela guerra se manteve, Edviges Leonor e o seu governo nunca se mostraram a favor do casamento do rei com uma princesa dinamarquesa. Talvez para os agradar, Carlos referia-se sempre a Ulrica como a minha esposa e à sua mãe como a rainha. Cientes disto, quando os embaixadores estrangeiros iam cumprimentar a família real, visitavam sempre Edviges Leonor primeiro e só depois se dirigiam a Ulrica.
Ulrica nunca foi feliz nem se sentiu à vontade na corte enquanto esteve na sombra da sua sogra. No entanto, a vida privada que tinha com o seu marido e filhos parece ter sido muito feliz. Os melhores momentos que tinha eram as visitas da sua irmã Ana Sofia e do seu marido e os dias passados com o marido e os filhos no palácio de Karlberg, um refugio mais rural e moderno que pertencia à família de Carlos. Em Karlberg, Ulrica podia ter uma vida mais simples, afastada da corte. Entre os nobres que participavam nas suas actuações amadoras encontravam-se a conhecida Aurora Königsmarck e a irmã, Amalia Wilhelmina Königsmarck. Entre as suas damas-de-companhia encontravam-se as irmãs De la Gardie, a cantora Ebba Maria e a poeta Johanna Eleonora.
Ulrica tentou obter alguma influência política junto do marido durante a Grande Reaquisição por parte da coroa de condados, baronatos e grandes propriedades senhoriais pertencestes à nobreza (a maioria dos quais tinha sido concedida pela generosa rainha Cristina). Ulrica tentou defender os direitos das pessoas que viram a sua propriedade confiscada pelo governo, mas o rei disse-lhe simplesmente que não se tinha casado com ela para ouvir conselhos políticos. Depois da recusa do rei em ouvi-la, a rainha ajudou discretamente as pessoas mais pobres que ficaram sem propriedade, dando-lhes ajudas económicas em segredo do seu próprio rendimento.
A rainha era, acima de tudo, conhecida pela sua generosidade e trabalho caritativo. Criou um grande número de orfanatos, casas de misericórdia, casas de trabalho, casas de viúvas, escolas que ensinavam profissões a pessoas pouco qualificadas e outras instituições do mesmo tipo que, de certa forma, a tornaram bastante influente socialmente. Os seus projectos mais conhecidos foram a Drottninghuset (Casa da Rainha), uma casa que abrigava viúvas pobres em Estocolmo (1686), e a escola de tapeçaria de Karlberg onde meninas pobres eram ensinadas a fazer tapetes por três nobres finlandesas solteiras. Apoiou muitas pessoas com o seu rendimento, incluindo soldados inválidos e as suas esposas, protestantes, judeus, muçulmanos e católicos, principalmente mulheres.

## Morte

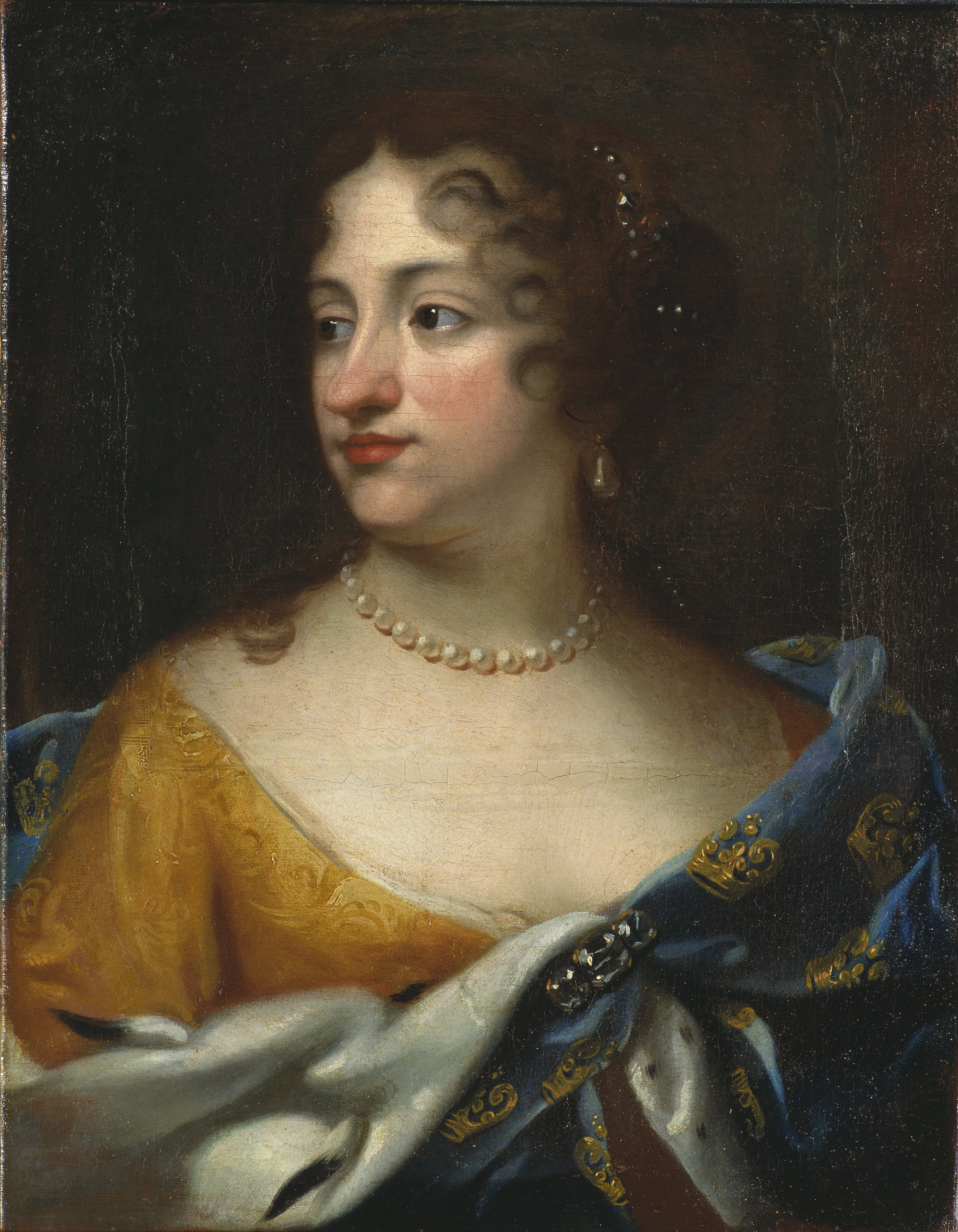
Ulrica Leonor.

Em 1690, o seu marido nomeou-a para regente na possibilidade de que o rei morresse durante a menoridade do filho de ambos. Contudo, a sua saúde foi piorando devido aos partos frequentes e Ulrica acabaria por morrer passados três anos, depois de passar todo o inverno de 1692-93 de cama. Só depois da sua morte é que o marido a passou a chamar de rainha.
Existe uma velha lenda sobre a sua morte que diz que, enquanto a rainha estava perto da morte no Palácio de Karlberg, a sua dama-de-companhia favorita, a condessa Maria Elisabeth Stenbock, estava também doente em Estocolmo. Na noite em que a rainha morreu, a condessa de Stenbock foi até Karlberg e teve permissão para entrar sozinha no quarto onde repousava o corpo da rainha. O oficial encarregue de vigiar o quarto, espreitou pela fechadura e viu a condessa e a rainha a falar e a olhar para a janela do quarto. O oficial ficou tão horrorizado com o que viu que começou a cuspir sangue. A condessa, bem como a carruagem onde ela tinha viajado desapareceram logo a seguir. Quando se investigou o caso, tornou-se bem claro que a condessa tinha passado essa noite na cama, gravemente doente e não tinha viajado. O oficial morreu do susto que teve ao ter tal visão e a condessa também teve o mesmo destino poucas semanas depois. O rei ordenou que não se falasse mais no assunto.

## Filhos
- Edviges Sofia da Suécia (1681-1708)
- Rei Carlos XII da Suécia (1682-1718)
- Gustavo(1683–1685
- Ulrik (1684–1685)
- Frederico (1685–1685)
- Carlos Gustavo (1686–1687)
- Rainha Ulrica Leonor da Suécia (1688–1741)